# Luca Spicola
Il beato Luca Spicola (Pontecorvo, 1425 circa – Pontecorvo, 1490) è stato un religioso italiano appartenente all'Ordine dei frati predicatori. La Chiesa cattolica lo venerava come beato e ne celebrava la memoria liturgica il 22 aprile.

## Biografia

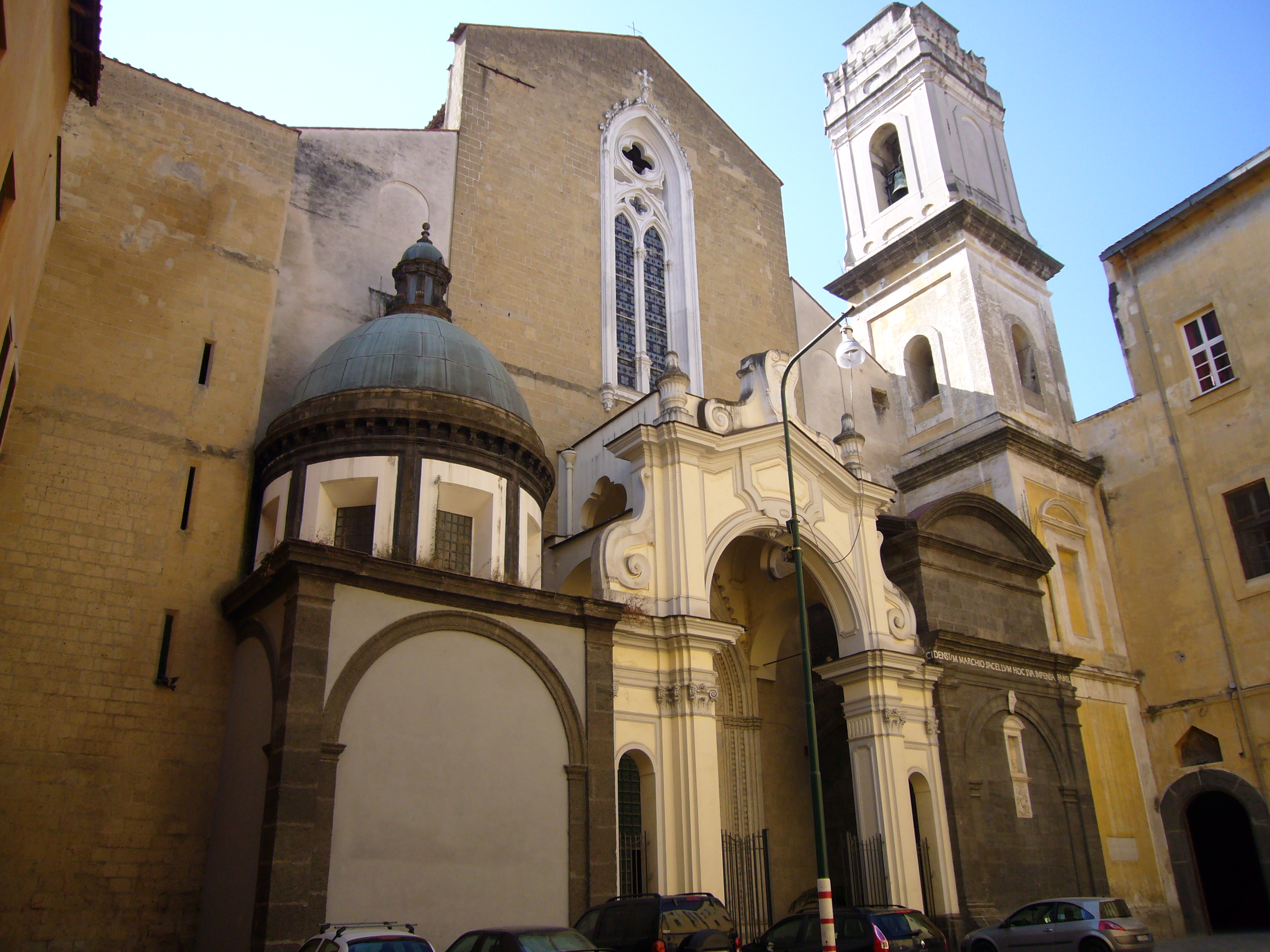
San Domenico Maggiore di Napoli

Le notizie biografiche riguardanti fra' Luca da Pontecorvo sono piuttosto frammentarie.
È stato un religioso della diocesi di Aquino del XV secolo: il cronista Teodoro Valle, nel 1651, lo inserisce nel suo “Breve compendio degli più illustri padri nella santità della vita, dignità, e lettere ch'ha prodotto la Provincia del Regno di Napoli dell'Ordine De Predicatori” e successivamente, nel 1808, Pasquale Cayro ne riporta una biografia nell'appendice “Uomini insigni in santità” della sua “Storia sacra e profana di Aquino e sua diocesi”.
La data di nascita di Luca Spicola non è nota, ma in base alle notizie biografiche che si conoscono si potrebbe ipotizzare che sia avvenuta intorno all'anno 1425, a Pontecorvo.
Nella città natale presto iniziò a frequentare il locale convento domenicano della “Santissima Maria Annunziata”, ricevendo in giovane età l'abito religioso.
Nel 1454 si trasferì a Napoli presso il Convento di San Domenico Maggiore del quale era diventato Priore.
Secondo le notizie riportate dal Valle, soggiornò per diverso tempo anche a Gaeta.
Successivamente ricevette l'invito, pare da parte di alcuni nobili di Pontecorvo, a ritornare nella città natale in qualità di Priore del convento della “Santissima Maria Annunziata”, dove era stato ordinato. Dopo un iniziale rifiuto fra' Luca accettò quell'incarico, trasferendosi nuovamente a Pontecorvo.
Come nuovo Priore del suo vecchio convento, allora costituito oltre che dalla chiesa anche da un annesso ospedale, si adoperò ad ampliarne e migliorarne la struttura affrontando una notevole spesa.
Fra' Luca Spicola morì sicuramente a Pontecorvo nel 1490; non è però certo il luogo della sua sepoltura.
In base a quando riporta Paolo Centi sarebbe stato sepolto nel chiostro del convento di San Domenico Maggiore di Napoli, dove era stato Priore.
Secondo la versione di Teodoro Valle, sarebbe stato invece inizialmente sepolto presso il convento di Pontecorvo, dove morì, ma poi sarebbe stato traslato a Gaeta, per decisione dell'allora Priore del convento pontecorvese, originario di quella città. Al convento di Gaeta sarebbe rimasto per diverso tempo per essere poi spostato in un luogo segreto, assieme all'argenteria ed ai documenti del convento, in occasione delle invasioni francesi. Da allora se ne sarebbe persa ogni traccia.
Secondo la tradizione, a Luca Spicola vengono attribuiti diversi miracoli: in particolare alla sua morte sarebbe comparsa sul suo petto una rosa profumata.
La Santa Sede, su interessamento dei padri provinciali dell'Ordine domenicano, avrebbe riconosciuto ufficialmente le virtù dello Spicola, emanando un Decreto che ne proclamava la beatificazione e che sarebbe rimasto esposto per diverso tempo nel convento di Napoli.
Sempre nello stesso convento di Napoli, nei locali del refettorio, sotto un dipinto raffigurante la sua immagine, il beato sarebbe stato ricordato dalla seguente iscrizione:
B. Lucas Spicola a Pontecurvo, eiusdem conventus filius.
Vir singularis vitae observantissimus, et integerrimus.
Post multa pro Ecclesia Dei perpessus, miraculis clarus,
migravit ad Dominum, anno 1490.
La venerazione del beato Luca è stata mantenuta almeno sino alla metà del XIX secolo e la sua memoria era celebrata il 22 aprile (che forse corrispondeva al suo giorno di nascita).
Diversi sono stati i propositi di intestargli dei luoghi di culto.

## L'elegia al Beato Luca
Il beato Luca viene ricordato nella seguente elegia a lui dedicata, nella prima metà del XIX secolo, da Pietro Pelliseri, tradotta dal latino e pubblicata per la prima volta da Marco Sbardella nel 2003 
Elegia de vita B. Lucae Pontiscurvensis ex praeclarissimo ordine S. Dominici, cognomine Spicoli.
Nunc ubi Parthenopes Campania Romula terra
dividit, urbs exstat Lyris ad amnis aquas
urbs quae Ponscurvus vulgari nomine dici
coepit, Aquinensis sumptibus aucta ducis.
5 Illic praeclaro de sanguine splenduit ortus
Lucas : cognomen spicea serta notat ;
cuius virtutes fuit admirata vetustas,
nulla sed illarum splendida signa dedit.
Hoc scriptum legimus, quod Relligionis amictu
10 sumpto, ipsi curae Regula quaeque fuit:
et vitae Patris eximii pro parte virili
omnes res gestas assimilare suas.
Virtutis studium, consuetudoque precandi
hunc cito perfectum constituere virum.
15 Erga alios miro circumfulgebat amore
cunctis subveniens ore, modisque suis.
Delectabatur peccata fatentibus esse
auditor, medicus, sollicitusque Pater.
Solari maestos, rudibus, praecepta salutis
20 indere, magnus erat nisus, et eius amor.
Cum verba ad Populum faceret ferventia zelo,
pro certo est vitiis imposuisse modum.
Praesidium quoties poscentibus ille levamen
multis prodigiis, muneribusque tulit!
25 Daemonis aggressus invicto corde solebat
pellere, et hostiles exsuperare dolos.
Cuncta malignorum molimina mitis ut agnus
vicit : ab insidiis denique liber adest.
Respicit eiusdem Deus alto ex aethere sortem,
30 et meritis auget nomen, et inde decus.
Dum Sancti vitam resonans canit undique fama,
caenobii eligitur Praeses in aede sui.
Quantumvis humilis munus praesigne recuset,
mandato impulsus suscipit illud onus.
35 spirituale bonum, proventus aggerit aedis,
subditus et quisquis gaudet amore Patris.
Condere coenobium patria decernit in urbe,
civibus ut morem corde libente gerat:
fluminis ad ripas illud magno extruit aere,
40 atque tuo sacrat Nomine, Diva Parens.
Dum studet aeternam Populi curare salutem,
sentit supremum iam properare diem.
Nam Deus eximiae vocat ipsum ad praemia vitae
et placida felix praemia morte refert.
45 Et quod devota recitare Rosaria mente
suevit, in illius pectore visa Rosa est.
Haec Rosa mirificum diffundere coepit odorem,
Quod probat hunc coeli sede beante frui.